# Masajo Takahaši
Masajo Takahaši (japonsky 高橋 政代, Takahaši Masajo, * 23. června 1961 Prefektura Ósaka) je japonská lékařka, oftalmoložka a odbornice na kmenové buňky. Působila jako vedoucí výzkumného projektu v RIKEN centru pro vývojovou biologii v Kóbe, který se zaměřuje na klinické využití technologie indukovaných pluripotentních kmenových buněk (induced pluripotent stem cell, iPS buňky) na makulární degeneraci. V roce 2014 se jejímu týmu podařila první transplantace buněk vyrobených z iPS buněk a britský vědecký časopis Nature ji zařadil za průkopnickou práci v oblasti regenerativní medicíny mezi „pět světových vědců hodných pozornosti“. V březnu 2017 provedla se svým týmem jako první na světě transplantaci sítnicových buněk vytvořených z dárcovských iPS buněk. Tento průlomový postup otevřel nové možnosti v léčbě očních onemocnění a stal se významným milníkem v oblasti regenerativní medicíny.

## Biografie
Takahaši se narodila v japonské Ósace v roce 1961. Po absolvování lékařské fakulty Kjótské univerzity v roce 1986 získala na téže univerzitě v roce 1992 doktorát se specializací na zrakovou patologii a v klinické a výzkumné práci se zaměřila na oftalmologii a onemocnění sítnice. Oftalmologii si vybrala jako svou specializaci, protože chtěla mít rodinu a domnívala se, že jí tento obor pomůže nejlépe sladit práci a život.
Po studiích působila jako odborná asistentka na oftalmologickém oddělení univerzitní nemocnice v Kjótu a v roce 1995 zahájila postdoktorský výzkum v laboratoři genetiky Salkova institutu v Kalifornii. Tam ji zaujaly možnosti využití kmenových buněk pro léčbu očních chorob a sítnice. V roce 1997 se vrátila do kjótské nemocnice a od roku 2001 zde působila jako docentka v centru translačního výzkumu.
V letech 2006–2022 vedla laboratoř pro regeneraci sítnice v Centru pro výzkum dynamiky biosystémů RIKEN, kde v roce 2014 provedla jako první na světě průlomový klinický výzkum s využitím indukovaných pluripotentních kmenových (iPS) buněk. V roce 2017 spolupracovala s městem Kóbe na založení „Kobe Eye Center“. Po odchodu z RIKEN se stala generální ředitelkou společnosti Vision Care Inc. a následně založila dvě dceřiné společnosti zabývající se výzkumem a vývojem genové a buněčné terapie.

### Klinická a výzkumná práce
V září 2014 se jejímu týmu v centru vývojové biologie RIKEN v Kóbe podařilo v rámci klinické studie poprvé na světě transplantovat pacientovi buňky sítnice vyrobené z indukovaných pluripotentních kmenových (iPS) buněk. Tyto buňky vznikají odebráním zralých buněk z jedince a jejich přeprogramováním zpět do embryonálního stavu. Výzkumný tým použil iPS buňky vyrobené z vlastních kožních buněk pacientky. Sítnicové buňky byly transplantovány sedmdesátileté pacientce s věkem podmíněnou makulární degenerací (AMD), což je oční komplikace, která rozostřuje centrální zorné pole a může přejít ve slepotu. Cílem zákroku bylo zastavit postup onemocnění.
V březnu 2017 dokončil tým pod vedením Takahashi první úspěšnou transplantaci sítnicových buněk vytvořených z dárcovských iPS buněk pacientovi trpícímu pokročilou vlhkou věkem podmíněnou makulární degenerací. Během operace bylo pacientovi do oka transplantováno přibližně 250 000 buněk pigmentového epitelu sítnice. Výsledky této přelomové studie byly zveřejněny v časopise New England Journal of Medicine.

## Ocenění a vyznamenání
V roce 2015 byla Takahaši udělena cena Ogawa-Yamanaka Prize in Stem Cell Biology. Časopis Nature ji v roce 2014 označil za jednu z „pěti světových vědců hodných pozornosti“, a nominoval ji mezi deset „ nejvýznamnějších osobností“. V roce 2021 jí bylo uděleno za dynamický přínos k vědecké spolupráci mezi Japonskem a Francií vyznamenání Chevalier dans l'Ordre national du Mérite (Rytíř francouzského národního řádu za zásluhy).